# Mabuya parviterrae
Mabuya parviterrae (птіт-терська мабуя) — вид сцинкоподібних ящірок родини сцинкових (Scincidae). Ендемік Гваделупи.

## Поширення і екологія
Птіт-терські мабуї мешкають на гваделупських островах Птіт-Тер.